# Kutishja
Kutishja (en georgiano: კუტიშხა; en ruso: Кутышха; en armenio: Քուտիշխա; en abjasio: Кәтышьха) es una aldea que pertenece a la parcialmente reconocida República de Abjasia, parte del distrito de Sujumi, aunque de iure pertenece al municipio de Sojumi de la República Autónoma de Abjasia de Georgia.

## Geografía
Kutishja está en la llanura del Mar Negro, a 10 km de Sujumi. La aldea se administra desde el pueblo de Eshera.

## Historia
Los armenios llegaron desde Ordu y sus alrededores en 1889.

## Demografía
La evolución demográfica de Kutishja entre 1959 y 1989 fue la siguiente:
| 811                                                 | 1628 |
| (Fuente: Population of Abkhazia since Soviet times) |      |

Antes de la guerra de Abjasia, la mayoría de la población local eran rusos, con minorías de armenios, abjasios y georgianos.

## Economía
Los residentes se dedican al cultivo de tabaco, maíz, hortalizas y cítricos, horticultura y sericultura.

## Infraestructura

### Educación
El pueblo tenía una escuela secundaria y un club.